# فرخنده اینتی
فرخنده اینتی (نام علمی: Heliothraupis oneilli)، که همچنین به عنوان فرخنده سان پدرو شناخته می‌شود، گونه‌ای از پرندگان از تیرهٔ فرخندگان (Thraupidae) و تنها عضو از سردهٔ Heliothraupis است. این منطقه به Yungas پایین در غرب بولیوی و جنوب پرو محدود می‌شود. برخلاف رنگ‌آمیزی آشکار، صدا و فرگشت برجستهٔ آن، تنها در سال ۲۰۲۱ توصیف شد و کشف و مستندسازی این پرنده به علم غربی تنها در طول دو دهه پیش رخ داد. در ۳۱ ژانویه ۲۰۲۲، کمیته طبقه‌بندی آمریکای جنوبی انجمن پرنده‌شناسی آمریکا (SACC) افزودن رسمی آن را به فهرست گونه‌های آمریکای جنوبی اعلام کرد.